# Thanaron Point
Thanaron Point är en udde i Antarktis. Den ligger i Västantarktis. Argentina, Chile och Storbritannien gör anspråk på området.
Terrängen inåt land är huvudsakligen kuperad, men västerut är den platt. Havet är nära Thanaron Point åt nordväst. Trakten är obefolkad. Det finns inga samhällen i närheten. 